# الیرشاوسن
الیرشاوسن (به آلمانی: Allershausen) یک شهر در آلمان است که در بایرن واقع شده‌است.

## خصوصیات
الیرشاوسن ۲۶٫۵۶ کیلومترمربع مساحت دارد ۴۴۲ متر بالاتر از سطح دریا واقع شده‌است.